# زهور صالحة للأكل

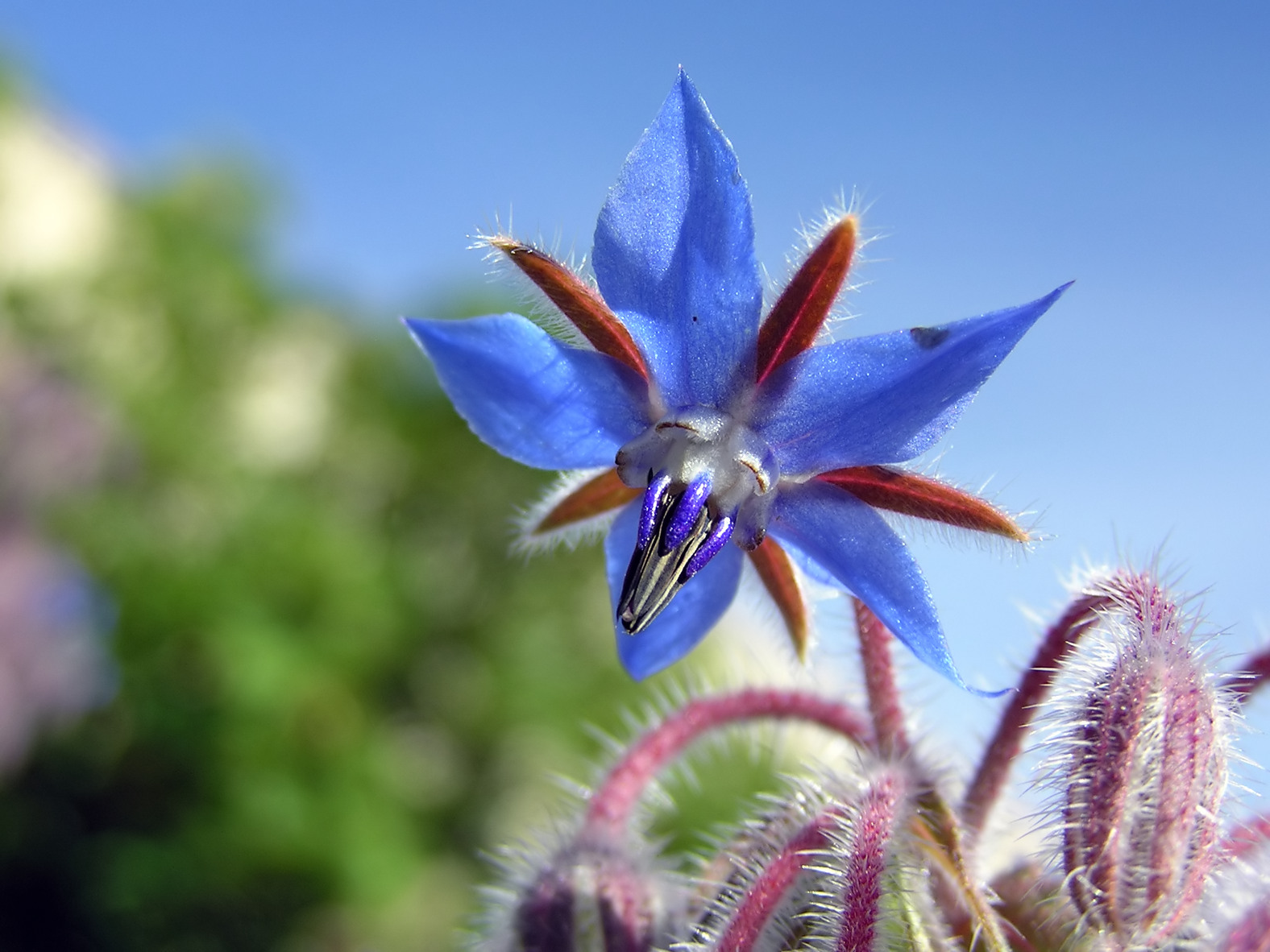
يستخدم الحمحم المخزني كزينة بنكهة محلية

الزهور الصالحة للأكل هي زهور يمكن تناولها بأمان. يمكن تناول الزهور كجزء رئيسي من الوجبة كالخضروات أو من الممكن استخدامها كأعشاب. تمثل الزهور جزء أساسي في كثير من الأطباق الإقليمية، بما في ذلك الآسيوية والأوربية والشرق أوسطية.

## الاستعمالات
بفضل النكهات الغنية والفريدة والألوان والقوام، اكتسبت الزهور الصالحة للأكل شعبيتها كعنصر إبداعي ومبتكر لعالم الطهي، وتضاف للأطعمة لإضفاء نكهة ورائحة وزينة. وكما أنه يتم تناولها كجزء من الطبق الرئيسي أو مزجها في السلطات. تضاف الزهور إلى المشروبات كمنكهات، أو يمكن استخدامها لصنع المشروبات مثل الشاي العشبي والنبيذ. كما تضاف للدهن مثل الزبدة القابلة للدهن أو معلبات الفواكه والخل والتتبيلات والصلصات.
من الممكن استخلاص الزهور وفي الحقيقة العديد من الزهور الصالحة للأكل يمكن أن تكون غير مستساغة. ومن امثلة الزهور ذات القيمة الغذائية العالية هي الهندباء، لاحتوائها على مستويات عالية من البوليفينولات والمواد المضادة للأكسدة كما انها تمتلك خصائص مضادة للالتهابات والأوعية.
للحصول على أفضل نكهة، يجب ان تكون الزهور طازجة وتم حصادها في وقت مبكر من اليوم. الأزهار الذابلة والباهتة والبراعم غير متفتحة لمعظم الأنواع قد تكون غير مستساغة وغالبا مريرة. يختلف طعم ولون الرحيق اختلافًا كبيرًا بين الأنواع الأخرى من الزهور وبالتالي قد يتغير لون العسل وطعمه حسب نوع الزهرة. العديد من الزهور تؤكل كاملة، ولكن بعضها يحتوي على أجزاء مريرة، مثل الأسدية والسيقان.

## الأضرار
بعض الزهور آمنة للأكل بكميات قليلة فقط. زهور التفاح (Malus spp) تحتوي على سلائف السيانيد، وزهرة البانسيه (Viola tricolor) تحتوي على الصابونين. نبتة الحمحم المخزني(Borago officinalis) وزنبق النهار daylily (Hemerocallis spp.) هي مدرات للبول، ويمكن أن تسبب عشبة الجويسئة العطرة (Galium odoratum) فقردم. أن تناول زهور أشجار الزيزفون (Tilia spp.) "آمنة بكميات قليلة"، ولكن الإفراط في أكلها يمكن أن يسبب قصور في القلب. تعد المخملية المنفتحة (Tagetes spp) ضارة بكميات كبيرة، وأنواع معينة منها لها نكهة مميزة.
من الممكن الخلط بين الزهور السامة والصالحة للأكل، وقد تشترك الأنواع الآمنة وغير الآمنة في اسم واحد. يمكن أن تسبب نباتات غير سامة حساسية شديدة لدى بعض الناس. تعد الزهور المزروعة كنباتات زينة للحدائق غير صالحة للأكل.

## أشهر الزهور الصالحة للأكل
المقالة الرئيسية: قائمة بالزهور الصالحة للأكل
العديد من الأطعمة من الزهور أو أجزاء مشتقة منها. يعد الزعفران من التوابل المكلفة ويتكون من الوصمات والأساليب التي تم جمعها من داخل نوع زهرة الزعفران. يعد البروكلي والخرشوف والكَبَر براعم زهور من الناحية الفنية، وإن كانت غير ناضجة. وقد تكون الأنواع الأخرى من النباتات غير الزهور المذكورة في هذه القائمة سامة.
الزهور التي تمت المصادقة على تناولها تتضمن:
- الخمان الكندي (Sambucus canadensis)
- أغستاش شمري (Agastache foeniculum)
- الجرجير  (Eruca sativa)
- الريحان (Ocimum basilicum)
- الفاصولياء الخضراء (Phaseolus vulgaris)
- مونرد مزدوج (Monarda didyma)

- زهرة العنقود السنطية (الزهور فقط) تُستخدم الأزهار في الشاي وفي الفطائر المحلاة. كما تستخدم الزهور كفطائر في مناطق متعددة من أوروبا.
- القرنبيط الأخضر (Brassica oleracea var. italica)
- بروسونتة كورزية
- القرنبيط (Brassica oleracea)
- أقحوان شريف (Chamaemelum nobile)
- سرفيل بستاني (Anthriscus cerefolium)

- الخطمي الوردي الصيني (Hibiscus rosa-sinensis)
- ثوم معمر (Allium schoenoprasum)
- الهندباء البرية (Cichorium intybus)
- حشيشة القزاز (Stellaria Media)
- الأقحوان (Chrysanthemum spp)
- القنطريون العنبري (Centaurea cyanus)
- قسموس (C. Sulphureus) (C. Bipinatus)

- الطرخشقون (Taraxacum officinale)
- القرنفل (Dianthus spp)
- الشبت (Anethum graveolens)
- البكورية الطبية (Calendula officinalis)
- البليس المعمر (Bellis perennis)
- الشمرة الشائعة (Foeniculum vulgare)
- اللقلقي (Pelargonium spp)
- الخطمية الوردية (Alcea rosea)
- العسلة اليابانية (Lonicera japonica)

- الخزامى (Lavandula spp)
- الليلك الشائع (Syringa vulgaris)
- الكاشم الرومي (Levisticum officinale)
- شجرة المانجروف (Dolichandrone spathacea)
- Markhamia stipulata, similar to the Mangrove trumpet tree flower and sometimes confused with it.
- النعناع (Menthspp)
- كبوسين كبير (Tropaeolum majus)
- البامية (Abelmoschus esculentus)
- زهرة الآلام (Passiflora spp.)
- قصعين أنيق (Salvia elegans)
- نفل المروج (Trifolium pratense)
- الورد (Rosa spp.)
- إكليل الجبل (Rosmarinus officinalis)
- المريمية (Salvia officinalis)
- السيسبان كبير الأزهار، أشهر زهرة قابلة للأكل في جنوب آسيا وجنوب شرق آسيا.
- فم السمكة الشائع (Antirrhinum majus)
- القرع (Cucurbita pepo)
- دوار الشمس (Helianthus annuus)
- الزعتر الشائع (Thymus vulgaris)
- البنفسج العطري (Viola odorata)

## وصلات خارجية
- زهور الصالحة للأكل. ملحق جامعة كنتاكي التعاونية. 2012.
- Jauron ، R. ، وآخرون. زهور الصالحة للأكل. Iowa State University Extension and Outreach. 2013.
- ليفيت، ب. الطبخ مع الزهور الصالحة للأكل. سان دييغو يونيون - تريبيون 26 مارس 2013.

## مزيد من القراءة
- Barash, C. W. Edible Flowers from Garden to Palate. Golden: Fulcrum Publishing, 1993.
- Brown, K. Flowerpower. New York: Anness Publishing Limited, 2000.
- Mead, C. and E. Tolley. A Potpourri of Pansies. New York: Clarkson Potter Publishers, 1993.
- Strowbridge, C. and F. Tillona. A Feast of Flowers. New York: Funk & Wagnalls, 1969.